# 海门事件
海門事件，又被稱海門鎮事件，是2011年12月發生在中華人民共和國廣東省汕頭市潮阳区的一宗群體性事件。
肇因於海門鎮群眾因擔心即將動工的華電集團發電廠對環境造成污染，而聚眾抗議該工程，並與警方流血衝突，當晚汕頭市委、市政府決定暫停這一項目平息眾怒。

## 背景
海门渔港位于海門镇海门湾东侧，地处练江出海口，上世纪为广东省甲级渔港之一，现为国家中心渔港之一，是一處天然優良海港，海门渔港古往今来为潮阳海洋渔业生产区。然而現今的练江因生活污水、污染企业废水直排（练江沿岸有众多的再生纸制造企业，印染企业以及废旧电子电器拆解等企业）、生活垃圾直倒，水质为劣五类是粤东五大河流中污染指数最严重的河流。
人口大区潮阳区、潮南区，以及现中国人口第一县级市普宁市都没有污水处理厂，由于污染严重水体不能饮用，也威胁着流域内居民的健康。特别是练江流域内以电子洋垃圾闻名全球的贵屿镇要靠向外地买水来饮用，而且群众癌症发病率高。
2009年9月27日，華能海門電廠項目一期6台百萬千瓦燃煤發電機組的建成投產，給海門的環境造成嚴重污染，据《华能汕头海门电厂一期3号、4号机组工程环境影响报告书简本》，该项目的海域评价范围内有多个养殖区、渔业资源利用和养护区以及自然保护区。在评价海域内，无机氮、活性磷酸盐、铅、锌、镍、石油类部分测值出现超标。该项目的一期3、4号机组建设被国家环保部暂缓，但工程方仍擅自开工，其中3号机组已经投产，且未按照规定封堵脱硫系统烟气旁路，可能导致二氧化硫排放量超标。汕头环保局曾责令工程停建补办环评，并要求3号机组停产。但截至通知下发，3号机组仍在生产。

## 抗爭經過

### 起因
事情起因於论坛上《十五万海门人民的血泪书》的帖子發佈而引发公众的关注。帖子作者表示，华能海门电厂6台发电机组的动工上马，已經对当地造成极大的污染与破坏，并严重影响了当地人的生活。而今由丰盛（电力）集团投资有限公司、汕头市电力开发公司共同投资的60万千瓦燃煤电厂将在海门上马。消息傳出立刻引起了當地居民的强烈不满。
12月15日，一條微博「各位親愛的海門人民，你們願意看著我們平平淡淡而充滿歡樂的故鄉被毀嗎？一個華能已經讓海門我們的母親傷痕累累了」，被多位海門居民轉發，約定於12月20日早上11點，全體海門人「到鎮政府抗議，一起行動」。

### 發生對峙
20日中午，汕頭市潮陽區海門鎮數萬名村民走出家門，抗議當地政府增建煤電廠。村民們進入鎮政府大樓，佔據整幢大樓，人群打爛建築物玻璃、破壞辦公設備，政府人員全部撤離。人們向附近的深汕高速公路進發，深汕高速公路海門路段一度出現堵塞。衝突中據法新社報導，中國武警向示威群眾發射催淚瓦斯，並用警棍毆打抗議民眾。當晚，汕頭當局宣布，決定暫停華能電廠興建計劃。
21日，抗議行動升級，當地學校阻止學生離校，但有學生號召逃學加入示威，其中一間中學百名學生撞破校門前往示威。有人縱火焚燒搶來的警用頭盔，甚至附近客運站、油站。
22日，有別於早前「停建新電廠」的口號，當地居民提出兩項新訴求：
- 要求警方立刻釋放被捕示威者，否則將繼續示威[17]。
- 遷移原有電廠，宣稱該電廠已對住戶健康造成嚴重危害[18]。

有大批警察占據深汕高速路口，甚至以便衣形式混進人群，引起部份人恐慌。
23日早上，再有數百人聚集在深汕公路海門鎮入口，要求警方釋放早前被捕的示威者。群眾繼續聚集示威，約五、六百名示威者來到深汕高速海門收費站進行抗議，周圍約有兩千民眾聚集。約200軍警及多輛警車戒備，警方發射催淚彈驅散示威人群。傍晚政府與示威者談判，重申永久不會興建煤電廠，此前被抓的人員如無涉及違法犯罪將不會追究責任，盡快釋放。示威者入夜後散去。
24日，據新華社報導，聚集事件暫時平息，深汕高速海門路口在封閉4天後解除警戒。

## 後續
2014年6月30日，政府继续重启新建煤炭发电厂的施工，海门镇又爆发一次抗议活动，200多名海门镇的妇女组团到汕头市政府抗议，被特警扭送回镇，并无发生剧烈冲突。
2014年7月1日，海门镇全体商户罢市，表达对政府的不满情绪。

## 外部連結
- 張倩燁：粵東浴血維權萬人堵路抗爭 （页面存档备份，存于） 資料來源：亞洲週刊
- 海門示威者向BBC揭示抗議內幕 （页面存档备份，存于） 資料來源：BBC中文網